# 香港—澳洲關係
香港與澳洲保持著廣泛和持久的聯繫。澳洲政府支持香港在主權移交中國後享有的「高度自治」。此原則在《中英聯合聲明》、香港的憲制性文件《基本法》均有訂明，並符合中國遵守「一國兩制」的施政方針。

## 概要
澳洲對香港的政策，是依據兩地廣泛的商務聯繫和大量在港居住的澳籍人士加以確立。澳洲在港的商務聯繫極為廣泛，既有銀行、會計、法律、工程與資訊科技服務，亦有零售和一般貿易。在港居住的澳籍人士約60,000人，在港設立辦事處的澳洲公司約550間，另有1,000家澳洲公司設代表在港營業。
根據2009年的澳洲人口普查，88,500名澳洲居民是在香港出生的。澳洲是香港學生的熱門留學目的地。到2010年11月底，澳洲的學府共錄得7,100個香港學生就讀紀錄。澳洲的學院在香港也有250種課程開辦。澳洲也是在香港回歸前的移民潮中的熱門移民國家之一。
近年，澳洲多次組織高層訪問團出訪香港，反映澳洲和香港深遠的雙邊關係。到訪香港之澳洲官員包括2011年1月到訪的現任澳洲助理財政、財經事務及公積金部長肖頓；2010年10月到訪的澳洲貿易部長艾墨森博士及2010年1月到訪的澳洲財經事務部長鮑文。
另一方面，有超過半數的香港高層官員在2009年－2010年相繼到澳洲訪問。包括2010年11月到訪墨爾本的運輸及房屋局局長鄭汝樺、2009年10月到訪悉尼的政務司司長唐英年、2009年4月到訪的食物及衛生局局長周一嶽、2009年3月到訪的財經事務及庫務局局長陳家強等。
澳洲駐港總領事館是澳洲政府駐港代表機構，而香港特區駐澳洲的代表機構，為香港駐悉尼經濟貿易辦事處。
2020年7月9日，澳洲總理斯科特·莫里森稱《港區國安法》破壞了《中英聯合聲明》提出「一國兩制」的框架，損害香港高度自治，並宣布澳洲將延長對香港居民發出工作或留學簽證的期限至5年，并在这5年结束后可以获得永久居留权。同日，澳大利亚外交部发布公告称：“香港的新国家安全法可以得到广泛的解释。根据该法律，公民可能会被驱逐出境，或面临根据中国大陆法律被起诉到中国大陆的可能”并补充说，法律的全面范围和适用方式尚不明确，澳大利亚人可能“由于模糊的国家安全理由而被拘留的风险增加，可能无意中违反了法律。”當日，澳洲政府宣布暂停香港與澳洲的引渡协议，並已將決定知會香港特區政府。

## 經濟關係
澳洲和香港兩地經濟關係穩固，且正蓬勃發展。2009年兩地間的商品貿易總額達41.25億澳元。澳洲運往香港的出口貨值在2009年達29.12億澳元，佔澳洲總出口貨值1.5%。同年，澳洲由香港入口的商品總值12.14億澳元，佔澳洲總入口貨值0.6%。
香港於2008-09年度位列澳洲第13大出口市場、第26大進口供應地和第20大貿易夥伴。
澳洲於2008-09年度出口往香港的主要商品包括：
- 甲殼類動物4.23億澳元
- 珍珠及寶石2.30億澳元
- 電訊器材及零件1.50億澳元
- 水果及果仁1.41億澳元

澳洲於2008-09年度從香港入口的主要商品包括：
- 電訊器材及零件1.31億澳元
- 印刷品7,800萬澳元
- 珠寶6,100萬澳元
- 嬰兒用品、玩具、遊戲及運動類產品4,200萬澳元

於2008-09年，澳洲與香港服務業貿易總額為35.53億澳元。澳洲出口往香港之服務貿易額為16.90億澳元。澳洲由香港入口之服務貿易額為18.63億澳元。香港佔澳洲服務業貿易出口總額的百份之三點二，亦佔澳洲服務業貿易入口總額的百份之三點五。
截至2009年底，澳洲在港的投資總額達277.13億澳元，佔澳洲海外投資額第九位，投資範疇包括銀行業、保險、證券、服務業、專業服務、建築、道路建設、航空、電訊和資訊科技。
截至2009年底，香港在澳洲的投資總額達431.87億澳元，是澳洲第五大的海外投資來源地。香港的直接投資包括電力供應、食品加工、輕工業、保險業、工程、酒店、電訊和航空服務業。
兩地於2017年5月至2018年11月期間進行自由貿易協定及促進和保護投資協定的談判，最終於2019年3月26日簽訂兩份協定，並於2020年1月17日生效。兩份協定涵蓋貨物及服務貿易、投資、政府採購、保護知識產權、解決爭端機制等多個範疇，為雙方的商業機構及投資者進入對方市場時提供完善的法律保障和更佳條件，加強兩地之間的貿易和投資。
澳洲在港參與貿易和投資，主要原因是香港擁有國際金融和商業中心的地位，並且擔當中國「轉口港」和潮流領導的角色。香港為澳洲貨品和服務提供了完善和條件優厚的市場。香港對財經及專業服務、環境保護、教育、旅遊和資訊科技發展的關注，為兩地間的進一步合作、貿易和雙邊投資，造就新契機。